# Râul Măgura, Chiuzbaia
Râul Măgura este un curs de apă, unul din brațele care formează râul Chiuzbaia. 

## Hărți
- Harta județului Maramureș
- Harta muntii Gutâi  Arhivat în 4 martie 2016, la Wayback Machine.